# 장마리 마소

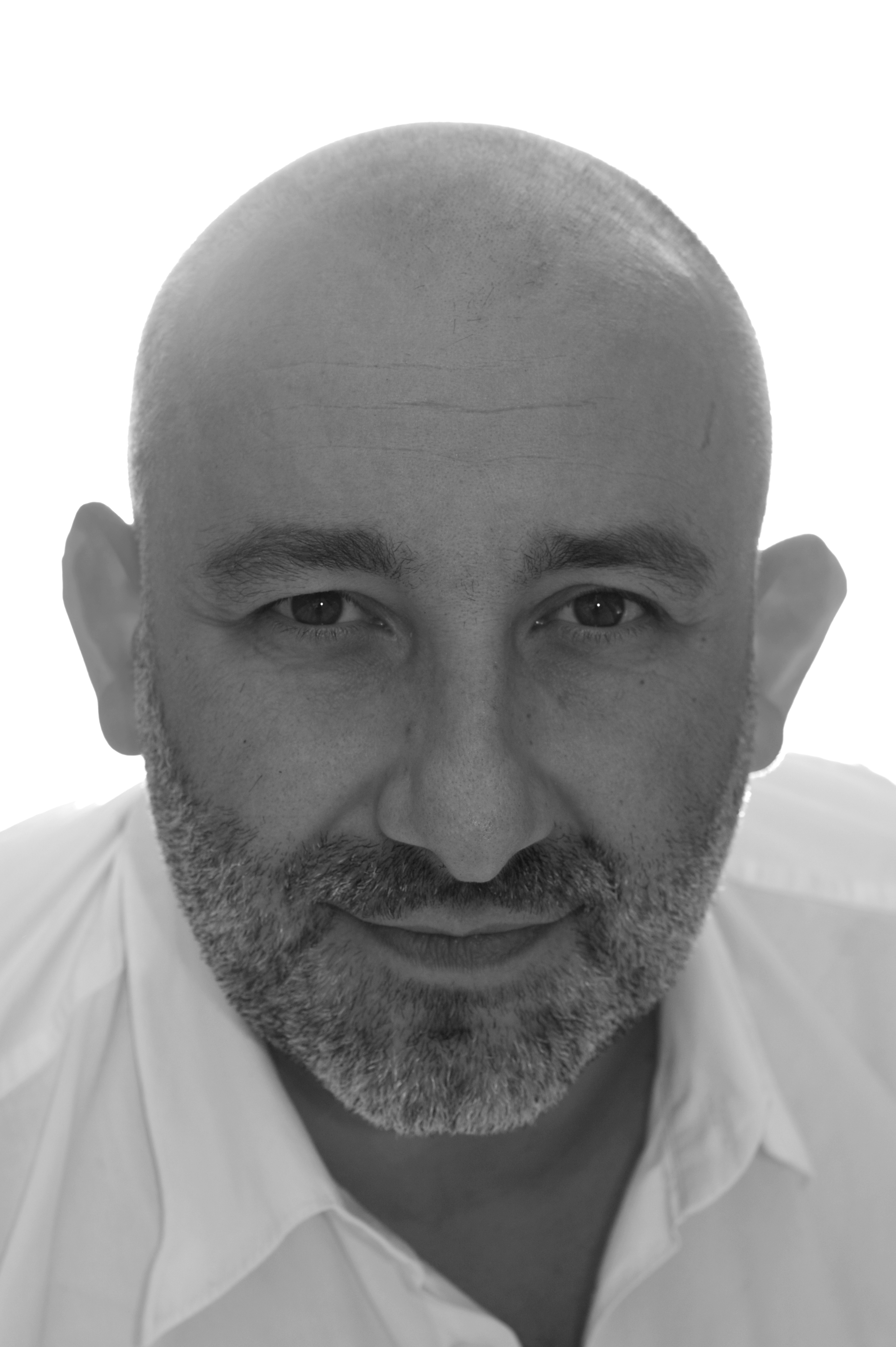

장 마리 마소(Jean-Marie Massaud, 1966년 9월 8일 ~ )는 프랑스의 건축가이자 디자이너이다.
장마리마소는 프랑스 파리의 최고 명문대학인 ENSCI-Les Ateliers, Paris Design Institute을 졸업하였다. 그는 커리어를 시작한 이래 건축과 오브제 디자인, 일회성 프로젝트 및 시리즈 프로젝트, 거대한 환경에서 마이크로한 맥락에 이르기까지 본인의 영역을 확장하며 광법위한 작업을 수행해 왔고, 맞춤형 가구와 산업 제품 최근에는 헬륨으로 가득 찬 비행선 호텔 같은 미래 지향적인 설치물에 이르기까지 건축과 모든 범위의 오브제 디자인에 선구적인 작품을 선보였다. .세계의 많은 브랜드는 편안하면서도 우아하고 시대정신과 헤리티지를 가지면서도 관대함과 특별함을 조합하는 그의 능력을 존중하며 협력하였다.
장마리마소는 프랑스 현대 가구 디자인을 대표하는 인물 중 하나로, 실용적이고 혁신적인 디자인으로 각광받고 있다. 소재와 디자인에 제한을 두지 않은 그의 디자인은 우아함과 실용성을 모두 갖춘 모던 가구로 큰 평가를 받는다. 2000년 그의 이름을 건 Massaud 스튜디오를 열고 건축 및 가구 분야의 활동을 확장하기 시작한 그는 B& B Italia, Axor Hansgrohe, Lancome, Dior, Poltrona Frau 에 이르기까지 다양한 분야와 브랜드에서 활동 영역을 펼치고 있다.

## 디자인

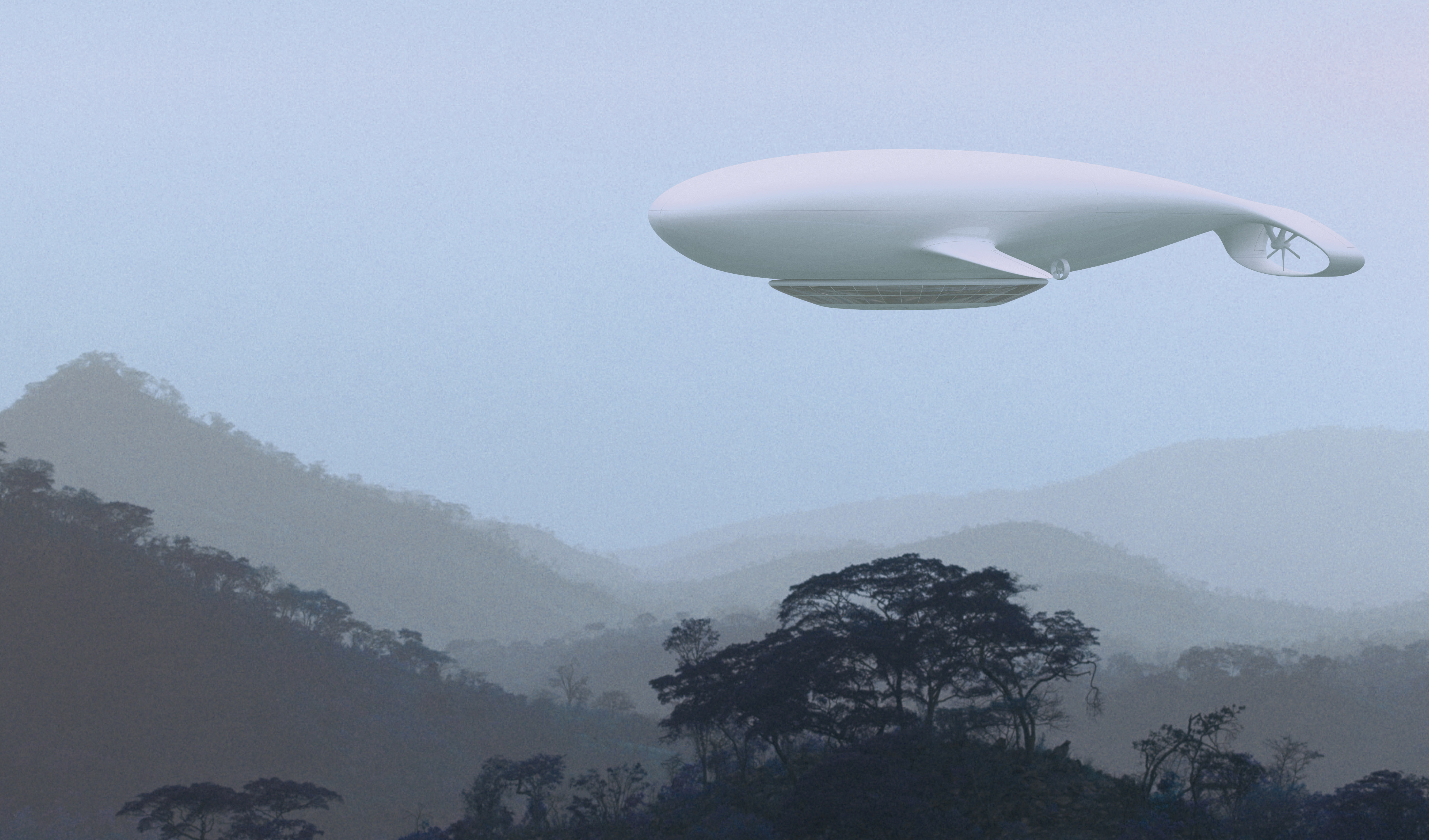
Manned Coud (2008)

Marc Berthie와의 협업 및 도시 계획 분야에서의 작업은 그를 디자인과 건축으로 이끌었다. 그는 다양한 맥락의 디자인, 산업 제품 및 가구에 관심을 갖고 있다. 그의 맥락적 접근은 사람이라는 개인이 관심의 중심으로 남아 있는 본질의 탐구에 중점을 둔다. 감각, 마법, 생생한 감정에 대한 연구는 그의 작품을 뒷받침 하고 있다.
이러한 우아한 디자인 외에도 가벼움에 대한 그의 탐구는 –본질적으로- 개인 및 공동체의 성취, 경제 및 산업 효율성, 환경 문제라는 세 가지 광범위한 축을 종합한다.
“나는 딱딱한 경제 데이터 사이 어딘가에 사용자가 있다는 생각을 가지고 정직하면서도 관대한 길을 찾고자 노력하고 있다."
사변적이든 실용적이든 그의 작품은 책임 있는 즐거움, 공동체적인 개인을 조화시키는 긴요한 패러다임을 탐구한다.
멕시코 과달라하라 시를 위한 새로운 경기장을 상상해 달라는 요청을 받았을 때, 그는 여가와 문화, 자연과 도시화, 스포츠애호가와 지역시민들을 재결합되는 광대한 도시 개발 프로그램이 통합 응축된 이전에는 볼 수 없었던 독특한 구름과 화산 모양의 건축물을 제시하였다. 그는 스타디움을 이식하는 대신 환경을 제안했고 초기 비전은 

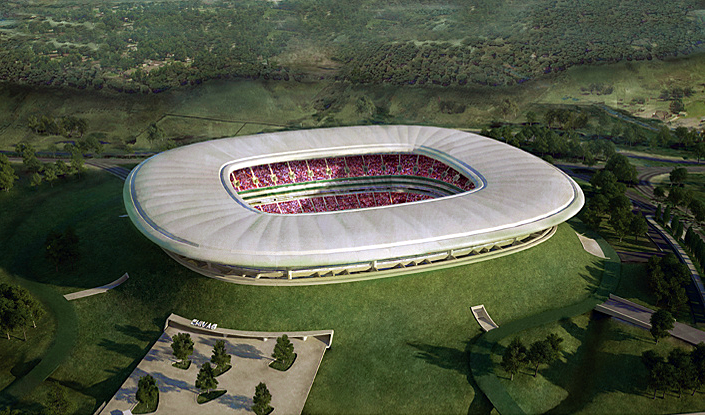
Volano Stadium (2011)

현실적인 접근 방식을 입증했다. 프로젝트는 2011년 7월에 실현되었다.
최근에 메이저 자동차 브랜드와 협력하여 개발한 컨셉트카도 같은 목표를 가지고 있다.
MEWE는 사용자, 산업 및 환경과 같은 각 이해 관계자의 고유한 문제를 통합하는 경제 및 생태 개념이 합쳐진 것이다..
“저는 프로젝트를 할 때 항상 내가 관여한 주제를 새롭게 하려는 시도를 하고 있다.”
이 말은 그의 디자인 접근 방식의 독특한 측면을 잘 보여준다..
트렌드와 패션을 거부하는 그는 기존의 것에 의문을 제기하고, 진보에 대해 연구하고, 궁극적으로 현대의 이해관계에 대한 답을 제안하는 것을 선호한다. Jean Marie Massaud가 추구하는 것은 인간, 그의 창조물 및 자연 환경 사이의 공생이다. 혁신의 촉매제로서, 경제 모델로서, 그리고 삶의 프로젝트로서 도달하는 것이다.

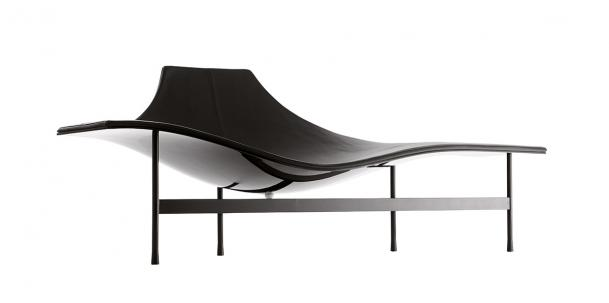
Terminal1 (2008)

그의 독특한 스타일은 제품 디자인에서 아키텍처에 이르기까지 전체에 반영된다. 그의 창조물은 사람들에게 영향을 미치기 위한 것이다. 그리고 그들에게 더 나은 생활 공간을 만들기 위해. 자연 세계의 아름다움과 유용성에 큰 영향을 받은 그는 디자인과 건축을 결합하는 것을 좋아한다.
Massaud는 Charles & Ray Eames의 사려 깊은 우아함, Philippe Starck와 Castiglioni Brothers의 절충주의, Antonio Citterio의 날카로움, Leonardo da Vinci와 Thomas Edison의 광대한 창의성에서 디자인 영감을 얻었다고 말하곤 했다.

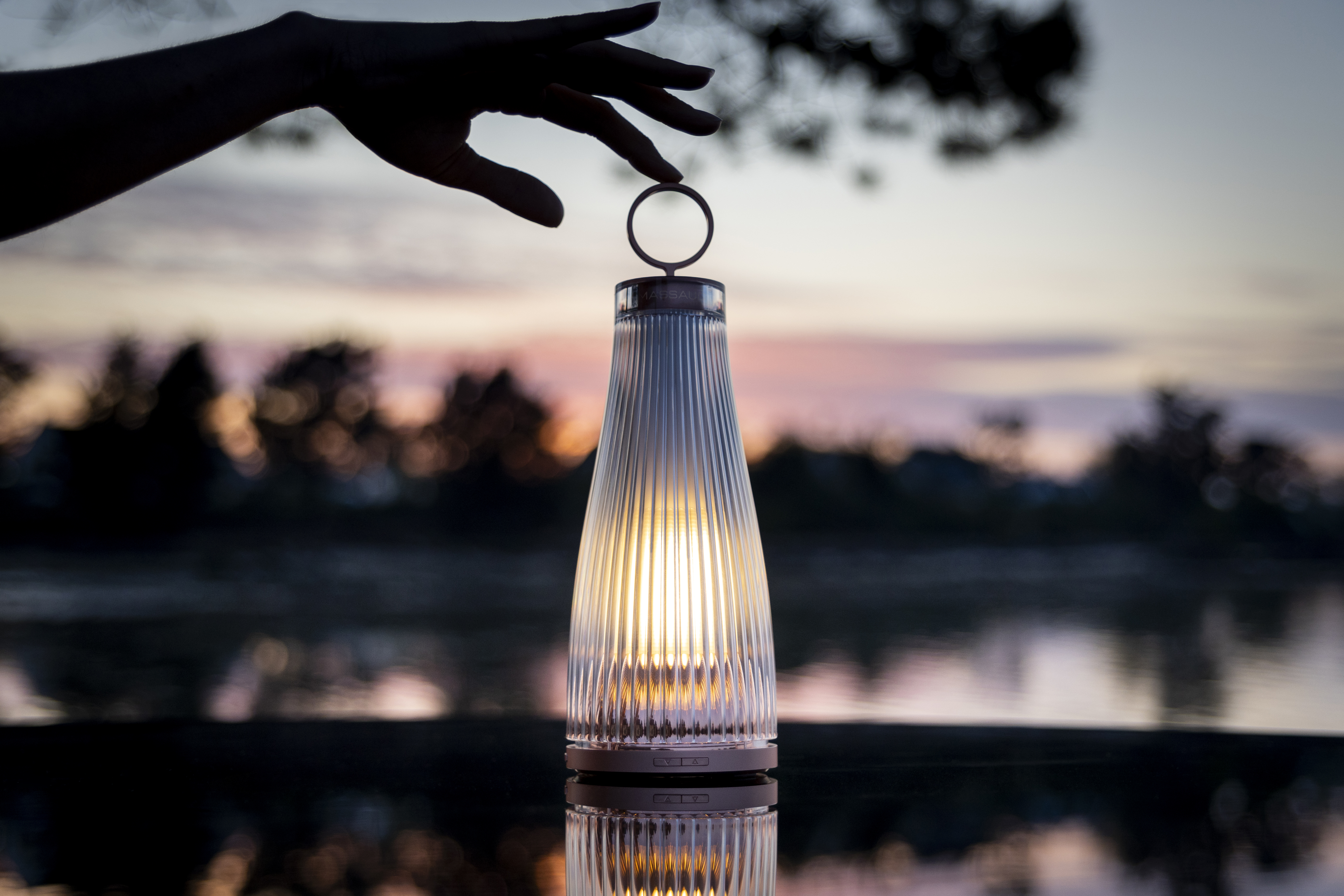
RAMUN Louise (2023)

가구, 자동차, 인테리어 디자인, 건축 또는 도시 계획 등 디자인에 대한 장마리 마소의 디자인 접근 방식은 환경적 지속 가능성, 경제적 효율성, 공동체 및 개인의 웰빙 측면에서 혁신이라는 아이디어에서 시작된다. 그의 작업 목표는 사람과 자연을 연결하는 유기적 프로젝트를 창조하는 것이다. 사실 자연은 사용자에게 감정을 불러일으키는 솔루션을 추구하는 디자이너에게 영감의 주요 원천이다. 그 결과 단순한 요소, 본질적인 선, 특별한 가벼움이 그의 명백한 스타일이다.

## 주요작품 및 수상이력
장마리마소는 황금콤파스상 과 레드닷 베스트오브베스트 디자인상, 엘르 데코에서 올해의 디자이너로 선정되는등 다수의 디자인상을 받았다.
그의 작품은 여러 국제적인 다자인상을 수상했으며 현재 그의 많은 작품들이 암스테르담, 시카고, 런던, 파리, 취리히 등 전 세계 주요 뮤지엄 (the Musée National d'Art Moderne de Paris , the Museum für Gestaltung, Zürich, f The Chicago Athenaeum- Museum of Architecture and Design, The Stedelijk Museum, Amsterdam f The Musée des arts Décoratifs, Paris.)의 영구소장품으로 전시되어 있다. RAMUN과 협업해서 나온 테이블 램프 Louise로 Prize Designs for Modern Furniture + Lighting 2024 Award에서 Final Winner로 선정되었고 IF Desin Award 2025 에서도 Winner로 선정되었다..
| 연도 | 작품명          | 비고       |
| ---- | --------------- | ---------- |
| 2023 | LOUISE          | RAMUN      |
| 2016 | MIMICRY         | AXOR       |
| 2016 | MONDRIAN        | POLIFORM   |
| 2016 | FLOW SLIM       | MDF        |
| 2014 | VOLCANO STADIUM | OMNILIFE   |
| 2011 | WALLACE         | POLIFORM   |
| 2010 | TERMINAL 1      | B&B ITALIA |
| 2008 | ASPEN           | CASSINA    |
| 2005 | OUTLINE         | CAPPELLINI |
| 2002 | IN OUT          | CAPPELLINI |
| 2001 | NEMO            | CACHAREL   |
| 2000 | GHOSTHOME       | HEAVEN     |